# Canthon ibarragrassoi
Canthon ibarragrassoi là một loài bọ cánh cứng trong họ Bọ hung (Scarabaeidae).